# Vitsgrotte
Grotte de Saint-Vite
La Vitsgrotte, dont le nom francisé est grotte Saint-Vite, est une grotte-chapelle située dans la commune de Saverne, dans le massif des Vosges, département du Bas-Rhin.

## Toponymie
La grotte possède plusieurs noms liés à l'histoire de l'Alsace. Pour les Alsaciens elle est la Vitsgrotte, pour les Allemands elle est la Sankt Veitsgrotte et pour les Français elle est la grotte Saint-Vite.

## Spéléométrie
Le développement de cette grotte est de 24 m.

## Géologie
La cavité s'ouvre dans les grès vosgiens du Trias inférieur (Buntsandstein).

## Description
La grotte s'ouvre par un porche qui domine la vallée de la Zorn. Elle est surmontée d'une chapelle dédiée à saint Vite.

## Histoire
La grotte est aménagée en chapelle qui doit son nom à saint Guy dont Vit ou Vite est la traduction alsacienne issu du latin Vitus. Saint Guy est connu pour la danse qui animait certains malades. En 1518, Strasbourg  a été prise de manie dansante, une épidémie qu'on attribuait à une origine divine. Pour calmer les malades qui dansaient parfois jusqu'à l'épuisement, les autorités les firent emmener de force à l'extérieur de la ville pour rallier Saverne, afin de calmer la colère de celui qu’elles pensaient être saint Guy. La grotte fait l'objet de pèlerinages qui remontent au milieu du XVe siècle. Une chapelle est attestée dans la grotte en 1542 : « St Trilgen Kapelle », puis devient « St Aurelien Kapelle » en 1604. Aux XVIe et XVIIe siècles, les victimes de la danse de Saint-Guy sont conduites de Strasbourg à la grotte pour y subir des cérémonies d'exorcisme. L'épidémie de 1518 est à l'origine d'un grand pèlerinage. La grotte connait une grande notoriété pour ses vertus « thérapeutiques »  qui commencent à inquiéter l'Église. Les pratiques exorcistes conduisent  les autorités religieuses à réagir au XVIIIe siècle. L'activité de la « St Aurelien Kapelle » est en déclin. En 1818, une partie du mobilier de la chapelle Saint-Vite, édifiée juste au-dessus de la grotte-chapelle, est installée dans la caverne. Au cours de la cérémonie de transfert, la grotte est dédiée à saint Vite et ornée d'un autel. La restauration de l'ensemble du sanctuaire commence après la Seconde Guerre mondiale grâce à la société « Les Amis de la Grotte Saint Vite ». Une messe annuelle est célébrée dans la grotte à l'occasion de la Saint-Guy.
La grotte a été topographiée le 16 juin 1991 par Claude Chabert et Jean-Yves Bigot.